# Врховни штаб НОВ и ПОЈ
Врховни штаб Народноослободилачке војске Југославије и партизанских одреда Југославије (скраћено Врховни штаб НОВ и ПОЈ) био је врховно војно руководство Народноослободилачког покрета (НОП) и имао је улогу руковођења оружаним снагама Народноослободилачке војске и партизанских одреда Југославије (НОВ и ПОЈ) током Народноослободилачког рата од јула 1941. до маја 1945. године.
Формиран је 27. јуна 1941, на седници Политбироа Централног комитета Комунистичке партије Југославије, под називом Главни штаб Народноослободилачких партизанских одреда Југославије (скраћено Главни штаб НОПОЈ), а у току рата је николико пута мењао назив. Марта 1945. реорганизован је у Генералштаб Југословенске армије, када је постао непосредни орган Повереништва народне одбране у Привременој влади ДФ Југославије.
Народноослободилачком борбом је руководио преко главних, обласних и оперативних штабова; непосредно потчињених штабова одреда, бригада, дивизија и корпуса или посебно формираних оперативних група. Везу са потчињеним штабовима одржавао је у почетку рата преко својих специјалних делегата и курира, а касније радио-везом. Са доласком савезничких војних мисија, успоставио је везу са Савезницима, која је коришћена за усклађивање операција и за организацију допремања материјалне помоћи. Током читавог рата издавао је свој Билтен.
Боравио је најпре у окупираном Београду, до половине септембра 1941, а потом на ослобођеној територији — западне Србије (Крупањ, Ужице), Санџака (Нова Варош), источне (Иванчићи, Фоча) и западне Босне (Бихаћ, Босански Петровац, Дрвар, Јајце, Милиниште), Црне Горе (Жабљак) и Далмације (острво Вис). Од октобра 1944. до краја рата седиште Врховног штаба било је у ослобођеном Београду. Командант Врховног штаба и Врховни командант НОВ и ПОЈ био је маршал Југославије Јосип Броз Тито, а о безбедности Врховног штаба бринуо је Пратећи батаљон Врховног штаба.

## Називи
Врховни штаб је пратећи развој оружаних снага Народноослободилачког покрета више пута у току рата мењао свој назив:
- Главни штаб Народноослободилачке војске и партизанских одреда Југославије (скраћено Главни штаб НОПОЈ) — назив Штаба од формирања 27. јуна 1941.[4] до саветовању у Столицама, 26. септембра 1941. године.[5]
- Врховни штаб Народноослободилачких партизанских одреда Југославије (скраћено Врховни штаб НОПОЈ) — назив Штаба од саветовања у Столицама, 26. септембра 1941. до формирања Добровољачке војске Југославије, 11. јануара 1942. године.[6]
- Врховни штаб Народноослобдилачке партизанске и добровољачке војске Југославије (скраћено Врховни штаб НОП и ДВЈ; словен. Vrhovni štab Narodnoosvobodilne partizanske in prostovoljne vojske Jugoslavije, мкд. Врховниот штаб на Народноослободилетни партизански одреди и доброволна војска на Југославија — назив Штаба од формирања Добровољачке војске, 11. јануара 1942. до стварања Народноослободилачке војске Југославије (НОВЈ), 1. новембра 1942. године.[7]
- Врховни штаб Народноослободилачке војске и партизанских одреда Југославије (скраћено Врховни штаб НОВ и ПОЈ; словен. Vrhovni štab Narodnoosvobodilne vojske in partizanskih odredov Jugoslavije) — назив Штаба од стварања Народноослободилачке војске, 1. новембра 1942. до реорганизације и преименовања у Генералштаб Југословенске армије (скраћено Генералштаб ЈА; словен. Generalštab Jugoslovanske armade, мкд. Генералштабот на Југословенската армија) 1. марта 1945.[8] када је постао непосредни орган Повереништва народне одбране у Привременој влади Демократске Федеративне Југославије (ДФЈ).

## Историјат
Октобра 1940. године на Петој земаљској конференцији Комунистичке партије Југославије одржаној у Дубрави, код Загреба, формирана је при Централном комитету Војна комисија (словен. Vojaške komisije, мкд. Воена комисија), која је имала задатак припрема отпор на војном плану и успостави контакте с антифашистички оријентисаним официрима у Југословенској војсци. Такође и при Централном комитету КП Хрватске и КП Словеније, као и при осталим Покрајинским комитетима КПЈ, формиране су војне комисије. Одмах после конференције почео је појачан рад у војсци.
У току Априлског рата 1941. године, Политбиро ЦК КПЈ је на својој седници, одржаној 10. априла, формирао Војни комитет (словен. Vojaški komite, мкд. Воениот комитет) који је имао задатак да организује пружање отпора непријатељу. На челу комитета налазио се генерални секретар ЦК КПЈ Јосип Броз Тито. После окупације Краљевине Југославије, од стране сила Осовине, почетком маја одржано је у Загребу Мајско саветовање ЦК КПЈ, на коме је одлучено да се по узору на Војни комитет при већем броју покрајинских, обласних и других нижих партијских органа формирају војни комитети чији би задатак био да раде на припремама оружаног устанка.

### Формирање Главног штаба
Главни штаб Народноослободилачких партизанских одреда Југославије (ГШ НОПОЈ) формиран је 27. јуна 1941. на седници Политбироа ЦК КПЈ одржаној у Београду и представљао је највише војно руководство Народноослободилачког покрета (НОП).
Дотадашњи председник Војног комитета и генерални секретар ЦК КПЈ Јосип Броз Тито преузео је дужност команданта Главног штаба, а за чланове Главног штаба, тада су именовани сви чланови Политбироа ЦК КПЈ: Милован Ђилас, Едвард Кардељ, Раде Кончар, Франц Лескошек Лука, Иван Милутиновић и Александар Ранковић Марко, као и чланови ЦК КПЈ Светозар Вукмановић Темпо, Сретен Жујовић Црни и Иво Лола Рибар.

### Инструктори и делегати ЦК КПЈ и ГШ НОПОЈ
Главни штаб НОПОЈ и Централни комитет КПЈ упутили су, јуна 1941, делегате и инструкторе у све крајеве Југославије. Због карактера и услова вођења рата, ти делегати су имали специфичну партијску и војну улогу. Они који су били чланови најужег руководства били су делегати ЦК КПЈ и ГШ НОПОЈ, док су сви остали имали улогу инструктора Централног комитета са мањим овлашћењима. Делегати ЦК КПЈ и ГШ НОПОЈ имали су задатак да заједно са покрајинским руководствима организују устанак и да руководе ослободилачком борбом. У својству делегата ЦК КПЈ и ГШ НОПОЈ, међу првима, су упућени: Владо Поповић у Хрватску, Светозар Вукмановић Темпо у Босну и Херцеговину, Милован Ђилас у Црну Гору, а Драган Павловић Шиља, у својству инструктора, у Македонију. Чланови ЦК КПЈ и ГШ НОПОЈ Сретен Жујовић Црни и Франц Лескошек Лука, били су уједно и команданти покрајинских руководстава на терену, Жујовић у Србији, а Лескошек у Словенији.
Делегати и инструктори ЦК КПЈ и ГШ НОПОЈ имали су најодговорније функције у покрајинама. Они су у име Главног штаба издавали директиве, наређивали, проучавали ситуацију и регулисали сва битна питања. Тиме је руководећи центар преко својих чланова остварио своје присуство, руковођење и утицај на развој ослободилачке борбе у читавој земљи. Главни штаб и ЦК КПЈ нису имали никаквих техничких средстава за брже одржавање веза са покрајинским руководствима и делегатима, већ су помоћу курира повремено одржаване везе, преко постојећих партијских канала, што је било доста нередовно, несигурно и рискантно.

### Ратни пут Врховног штаба
Главни штаб НОПОЈ формиран је у окупираном Београду, који је остао његово седиште све до половине септембра 1941. године. Због тешкоћа илегалног боравка чланова Главног штаба у окупираном граду, као и због потребе директног командовања бројним партизанским јединицама на терену, чланови Штаба су одлучили да пређу на ослобођену територију западне Србије. У седишту Главног штаба, док је боравио у Београду, поред команданта, била су још три члана: Иван Милутиновић и Александар Ранковић и Иво Лола Рибар, док су остали чланови заузимали најодговорније дужности на терену. После напуштања Београда, чланови Главног штаба су одвојено путовали до ослобођене територије, а поново су се окупили у ослобођеном Крупњу, крајем септембра 1941. године. У периоду до преласка у ослобођено Ужице, 15. октобра, Главни штаб је боравио у селима у околини Ваљева и Крупња.
У засеоку Столице, код Крупња, одржано је 26. септембра 1941. војно-политичко саветовање Главног штаба са непосредним руководиоцима устанка из Србије, Хрватске, Босне и Херцеговине и командантима неких партизанских одреда из Србије. На саветовању је одлучено да се у свим покрајинама формирају Главни штабови, а Главни штаб НОПОЈ је преименован у Врховни штаб.
Непосредно после саветовања у Столицама Врховни командант Јосип Броз Тито издао је неколико упутстава од општег значаја, као што су: Упутство о начину одбране ослобођене територије, Упутство о начину освајања насељеног места и Упутство о борбеној обуци партизана. То су били први теоретски материјали за потребе старешинског кадра о извођењу појединих партизанских борбених радњи. Ова упутства имала су трајни карактер и значај, јер је у њима на конкретним примерима разрађивана партизанка тактика.
У периоду од половине октобра до краја новембра 1941. године Врховни штаб се налазио у ослобођеном Ужицу. Поред Врховног штаба, овде се налазио Централни комитет КПЈ, Централни комитет СКОЈ, Главни штаб НОПО Србије, Главни народноослободилачки одбор Србије, као и друге институције Народноослободилачког покрета. У граду је постојала фабрика оружја, радионица одеће и обуће и штампарија  листа Борба. Ужице је постало центар устанка, одатле су све партизанске јединице биле снабдеване оружјем и муницијом, одећом и обућом, пропагандним и агитационим материјалом.
После Прве непријатељске офанзиве, децембра 1941, Врховни штаб се са главнином партизанских јединица повукао у Санџак, а одатле у источну Босну. Ту је дошло до реорганизације партизанских јединица. Формирање Прве пролетерске и других бригада, као и израда Статута пролетерских ударних бригада одражава ново поглавље у развоју устанка. На основу тог документа у току рата формирано је 240 бригада Народноослободилачке војске. Кроз борбе Прве пролетерске бригаде у источној Босни, почетком 1942, Врховни штаб је лично проверио сврсисходност, ваљаност, организацију и формацију бригаде кроз борбена дејства, па су након тога издали наређење за формирање нових бригада, јер су бригаде показале све предности над одредима.
Крајем јануара 1942. Врховни штаб је прешао у Фочу, која је постала центар Народноослободилачког покрета све до маја 1942. године. Одатле су успостављене везе са Главним штабовима непосредно и преко илегалних канала у Сарајеву, Загребу и Београду. Извршене су анализе и уопштена искуства из дотадашњих борби, па су на основу процењене ситуације и у овом периоду донете значајне одлуке.

## Организација Врховног штаба
У надлежности Врховног штаба улазили су послови оперативне и обавештајне службе, организацијски, мобилизацијски, наставни, позадински и др. У складу са развојем Народноослободилачке борбе, крајем 1942. године у Врховном штабу организовани су: 
- оперативни одсек (са секцијама - за припрему и извођење операција, за организацију, формацију и мобилизацију и наставу и обуку)
- обавештајни одсек (са секцијама - за прикупљање података о непријатељу и за контрашпијунажу)
- економски одсек (са секцијама - за наоружање и убојну опрему, за исхрану и дотур хране и за одећу и обућу)
- војносудски одсек (са секцијама - грађевинском, поштанско-телефонском, саобраћајном и индустријском)
- санитетски одсек (са референтима - за санитет оперативне војске, за болнице, за епидемиологију и за апотекарство) и
- комисија за борбу против шпијуна и пете колоне.

Ова организација Врховног штаба остала је све до његове реорганизације у Генералштаб Југословенске армије, 1. марта 1945. године.

## Чланови Врховног штаба
Приликом оснивања Врховног штаба, јуна 1941. за његове чланове именовано је десет чланова Централног комитета КПЈ (од првобитних десет чланова Врховног штаба тројица су погинула током рата). После саветовања у Столицама, септембра 1941. у Врховни штаб је укључено и неколико војних руководилаца, официра бивше Југословенске војске, у својству начелника Врховног штаба, његових помоћника и руководилаца појединих родова и стручних служби. Почетком маја 1942. састав Врховног штаба проширен је и на поједине руководиоце из главних и оперативних штабова и из штабова појединих јединица.
| Списак чланова Врховног штаба НОВ и ПОЈ | Списак чланова Врховног штаба НОВ и ПОЈ | Списак чланова Врховног штаба НОВ и ПОЈ | Списак чланова Врховног штаба НОВ и ПОЈ | Списак чланова Врховног штаба НОВ и ПОЈ | Списак чланова Врховног штаба НОВ и ПОЈ | Списак чланова Врховног штаба НОВ и ПОЈ |
| број                                    | име и презиме                           | године живота                           | функција                                | члан штаба од                           | напомена | реф.                                    |
| --------------------------------------- | --------------------------------------- | --------------------------------------- | --------------------------------------- | --------------------------------------- | --- | --------------------------------------- |
| 1                                       | Јосип Броз Тито                         | 1892—1980.                              | Врховни командант                       | 27. јун 1941.                           | | [ 9 ]                                   |
| 2                                       | Арсо Јовановић                          | 1907—1948.                              | члан и начелник штаба                   | 22. јануар 1942.                        | дужност начелника обављао до краја рата, али се у периоду од новембра 1942. до септембра 1943. налазио ван Врховног штаба                                              | [ 10 ]                                  |
| /                                       | Велимир Терзић                          | 1908—1983.                              | в.д. начелника штаба                    | /                                       | у периоду од новембра 1942. до августа 1943. и од новембра 1944. до марта 1945. замењивао начелника у његовом одсуству                                                 | [ 11 ]                                  |
| 3                                       | Александар Ранковић                     | 1909—1983.                              | члан (заменик команданта)               | 27. јун 1941.                           | у току рата више пута у оперативном смислу мењао команданта (јун 1943. и август—септембар 1944)                                                                        | [ 9 ]                                   |
| 4                                       | Светозар Вукмановић Темпо               | 1912—2000.                              | члан                                    | 27. јун 1941.                           | | [ 9 ]                                   |
| 5                                       | Милован Ђилас                           | 1911—1995.                              | члан                                    | 27. јун 1941.                           | | [ 9 ]                                   |
| 6                                       | Сретен Жујовић                          | 1899—1976.                              | члан                                    | 27. јун 1941.                           | | [ 9 ]                                   |
| 7                                       | Едвард Кардељ                           | 1910—1979.                              | члан                                    | 27. јун 1941.                           | | [ 9 ]                                   |
| 8                                       | Раде Кончар                             | 1911—1942.                              | члан                                    | 27. јун 1941.                           | стрељан 22. маја 1942. у Сплиту | [ 9 ]                                   |
| 9                                       | Франц Лескошек                          | 1897—1983.                              | члан                                    | 27. јун 1941.                           | | [ 9 ]                                   |
| 10                                      | Иван Милутиновић                        | 1901—1944.                              | члан                                    | 27. јун 1941.                           | погинуо 23. октобра 1944. на Дунаву, код Београда | [ 9 ]                                   |
| 11                                      | Иво Лола Рибар                          | 1916—1943.                              | члан                                    | 27. јун 1941.                           | погинуо 27. новембра 1943. на Гламочком пољу | [ 9 ]                                   |
| 12                                      | Угљеша Даниловић                        | 1913—2003.                              | члан                                    | 6. мај 1942.                            | | [ 12 ] [ 13 ]                           |
| 13                                      | Пеко Дапчевић                           | 1913—1999.                              | члан                                    | 6. мај 1942.                            | | [ 12 ] [ 13 ]                           |
| 14                                      | Петар Драпшин                           | 1914—1945.                              | члан                                    | 6. мај 1942.                            | | [ 12 ] [ 13 ]                           |
| 15                                      | Војислав Ђокић                          | 1893—1943.                              | члан                                    | 6. мај 1942.                            | умро 10. маја 1943. од последица рањавања | [ 13 ]                                  |
| 16                                      | Влада Зечевић                           | 1903—1970.                              | члан                                    | 6. мај 1942.                            | | [ 12 ]                                  |
| 17                                      | Радивоје Јовановић                      | 1913—2003.                              | члан                                    | 6. мај 1942.                            | | [ 12 ] [ 13 ]                           |
| 18                                      | Сава Ковачевић                          | 1905—1943.                              | члан                                    | 6. мај 1942.                            | погинуо 13. јуна 1941. на Сутјесци | [ 12 ] [ 13 ]                           |
| 19                                      | Иван Рукавина                           | 1912—1992.                              | члан                                    | 6. мај 1942.                            | | [ 12 ] [ 13 ]                           |
| 20                                      | Саво Оровић                             | 1888—1974.                              | члан                                    | 6. мај 1942.                            | | [ 12 ] [ 13 ]                           |
| 21                                      | Раде Хамовић                            | 1916—2009.                              | члан                                    | 6. мај 1942.                            | | [ 12 ] [ 13 ]                           |
| 22                                      | Иван Мачек                              | 1908—1993.                              | члан                                    | 6. мај 1942.                            | налазили су се на спику чланова Врховног штаба у депеши упућеној Коминтерни 9. августа 1942, као и на списку чланова објављеном у Билтену Врховног штаба бр. 17-18-19. | [ 14 ] [ 15 ]                           |
| 23                                      | Владо Поповић                           | 1914—1972.                              | члан                                    | 6. мај 1942.                            | налазили су се на спику чланова Врховног штаба у депеши упућеној Коминтерни 9. августа 1942, као и на списку чланова објављеном у Билтену Врховног штаба бр. 17-18-19. | [ 14 ] [ 15 ]                           |

      Погинули у току рата

### Начелници одељења Врховног штаба
| Списак начелника одељења Врховног штаба НОВ и ПОЈ | Списак начелника одељења Врховног штаба НОВ и ПОЈ | Списак начелника одељења Врховног штаба НОВ и ПОЈ | Списак начелника одељења Врховног штаба НОВ и ПОЈ | Списак начелника одељења Врховног штаба НОВ и ПОЈ | Списак начелника одељења Врховног штаба НОВ и ПОЈ | Списак начелника одељења Врховног штаба НОВ и ПОЈ |
| бр                                                | одељење                                           | наченик                                           | на функцији                                       | напомена                                          | реф.                                              |                                                   |
| ------------------------------------------------- | ------------------------------------------------- | ------------------------------------------------- | ------------------------------------------------- | ------------------------------------------------- | ------------------------------------------------- | ------------------------------------------------- |
|                                                   | Артиљеријско одељење                              |                                                   |                                                   |                                                   |                                                   |                                                   |
|                                                   | Ваздухопловно одељење                             | Миле Павичић (1899—1948)                          | 16. септембар 1943 — 29. октобар 1944.            |                                                   |                                                   |                                                   |
| Фрањо Пирц (1899—1954)                            | Ваздухопловно одељење                             | 29. октобар 1944 — краја рата                     |                                                   |                                                   |                                                   |                                                   |
|                                                   | Војносудско одељење                               | Владимир Велебит (1907—2004)                      |                                                   |                                                   |                                                   |                                                   |
| Јосип Хрнчевић (1901—1994)                        | Војносудско одељење                               | од априла 1944.                                   |                                                   |                                                   |                                                   |                                                   |
|                                                   | Економско одељење                                 | Моша Пијаде (1890—1957)                           |                                                   |                                                   |                                                   |                                                   |
| Митар Вујовић (1911—1990)                         | Економско одељење                                 | новембар 1942 — јануар 1945.                      |                                                   |                                                   |                                                   |                                                   |
|                                                   | Обавештајно одељење                               | Јефто Шашић (1917—1998)                           | од фебруара 1944.                                 |                                                   |                                                   |                                                   |
| Вјекослав Клишанић (1897—1980)                    | Обавештајно одељење                               |                                                   |                                                   |                                                   |                                                   |                                                   |
|                                                   | Одељење за везу                                   | Вељко Драгићевић (1911—1944)                      | октобар 1941 — 25. мај 1944.                      | погинуо 25. маја 1944. у Дрвару                   |                                                   |                                                   |
| Златко Керековић                                  | Одељење за везу                                   | од маја 1944.                                     |                                                   |                                                   |                                                   |                                                   |
|                                                   | Одељење за војне власти у позадини                | Моша Пијаде (1890—1957)                           |                                                   |                                                   |                                                   |                                                   |
|                                                   | Оперативно одељење                                | Раде Хамовић (1916—2009)                          |                                                   |                                                   |                                                   |                                                   |
|                                                   | Персонално одељење                                | Александар Ранковић (1909—1983)                   |                                                   |                                                   |                                                   |                                                   |
|                                                   | Пропагандно одељење                               | Стефан Митровић (1909—1985)                       | децембар 1944 — март 1945.                        |                                                   |                                                   |                                                   |
|                                                   | Санитетско одељење                                | Гојко Николиш (1911—1995)                         |                                                   |                                                   |                                                   |                                                   |
|                                                   | Технико одељење                                   | Владимир Смирнов (1899—1985)                      |                                                   |                                                   |                                                   |                                                   |

      Погинули у току рата

## Документа Врховног штаба
Документа Врховног штаба НОВЈ:
- Наредба о оснивању Прве пролетерске бригаде, децембра 1941. године
- Указ о првим официрским чиновима у НОВЈ, маја 1943. године.